# Sopwith Swallow
O Sopwith Swallow foi um caça britânico de asa parasol da Primeira Guerra Mundial. Um único exemplar foi construído, mas não entrou em produção, pois não oferecceu vantagens de desempenho em relação aos biplanos contemporâneos.

## Projeto e desenvolvimento
Em junho de 1918, a Sopwith Aviation Company voou um monoplano de asa parasol desarmado derivado do Sopwith Camel, o Sopwith Monoplane No. 1, também conhecido como Sopwith Scooter. Usava uma fuselagem Camel normal, com a asa montada logo acima da fuselagem, com uma folga muito pequena. A asa foi presa usando o "fio-RAF" (fios de reforço aerodinâmicos) em uma estrutura em forma de "cabana" piramidal acima da asa. Foi equipado com um único motor giratório Clerget 9B de 130 hp (97 kW).
O "Scooter", que foi usado para viagens curtas e exibições acrobáticas pelo piloto de testes da Sopwith Harry Hawker, demonstrou excelente manobrabilidade e formou a base de um derivado de caça, originalmente o Monoplane No. 2, e mais tarde conhecido como Sopwith Swallow.
Assim como o "Scooter", o "Swallow" usava a fuselagem de um "Camel", mas tinha uma asa maior, mais "limpa", de maior envergadura e área, que foi montada mais acima da fuselagem para permitir que o piloto acessasse as duas metralhadoras Vickers sincronizadas. Foi equipado por um motor Le Rhône de 110 hp (82 kW).

## Histórico operacional
O "Swallow" fez seu vôo inaugural em outubro de 1918 e foi entregue no "RAF Martlesham Heath" em 28 de outubro de 1918 para testes oficiais. Um possível papel para o "Swallow" era como um caça embarcado. Problemas no motor atrasaram o teste do "Swallow", mas quando esses problemas foram resolvidos, o "Swallow" provou ter desempenho inferior ao "Camels" equipados com o motor Le Rhône, e foi descartado logo após o teste ser concluído em maio de 1919.
O "Scooter" permaneceu em uso e recebeu o registro civil "K-135" em maio de 1919 (logo alterado para "G-EACZ"). Foi vendido para Harry Hawker em abril de 1921, mas foi armazenado quando Hawker foi morto em julho. Foi reformado em 1925 e foi usado para exibições acrobáticas e para corridas até 1927, quando foi desmantelado.

## Especificações (Swallow)
Dados de: War Planes of the First World War: Volume Three Fighters
Descrições gerais
- Tripulação: 1 piloto
- Comprimento: 5,72 m (19 ft)
- Envergadura: 8,79 m (29 ft)
- Altura: 3,10 m (10 ft)
- Área alar: 15 m² (161 ft²)
- Peso vazio: 403 kg (888 lb)
- Peso bruto (carregado): 644 kg (1 420 lb)

Motorização
- Número de motores: 1x
- Tipo do motor: Le Rhône 9J giratório, refrigerado a ar
- Potência por motor: 110 hp (82,0 kW)
- Descrição do propulsor/hélice: Hélice de madeira de passo fixo de 2 pás

Performance
- Velocidade máxima: 182,7 km/h (114 mph)
- Razão de subida: 5.9 m/s
- Tecto de serviço: 5 600 m (18 400 ft)

Armamentos
- Metralhadoras/canhões: 2 metralhadoras Vickers de .303" (7,7 mm)